# Ceraeochrysa tucumana
Ceraeochrysa tucumana är en insektsart som först beskrevs av Luisa Eugenia Navas 1919.  Ceraeochrysa tucumana ingår i släktet Ceraeochrysa och familjen guldögonsländor. Inga underarter finns listade i Catalogue of Life.